# Canet-en-Roussillon
Canet-en-Roussillon é uma comuna francesa na região administrativa de Occitânia, no departamento dos Pirenéus Orientais. Estende-se por uma área de 30,22 km². Em 2010 a comuna tinha 12 436 habitantes (densidade: 411,5 hab./km²).

## Geografia

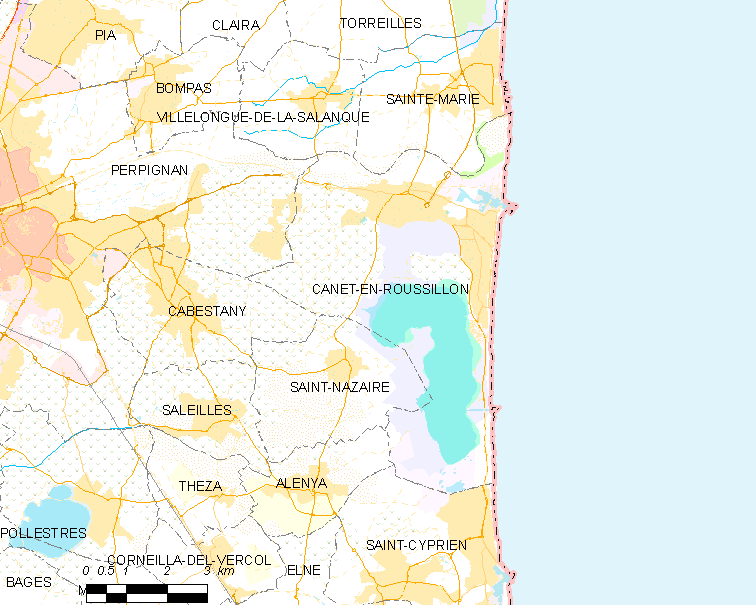
Mapa de Canet-en-Roussillon

## Prefeitos
| Detentor do cargo     | Mandato            |
| --------------------- | ------------------ |
| Joseph Cassanyes      | 1790-1792          |
| Jacques Bonet         | 1792-1795          |
| Jacques Cassanyes     | 1796-1797          |
| Julien Canal          | 1798-1798          |
| Jacques Cassanyes     | 1799-1800          |
| Jacques Bonet         | 1800-1813          |
| Joseph Cassanyes      | 02.1813-28.10.1814 |
| Saturnin Cargoles     | 1814-1826          |
| Antoine Gaux          | 1826-1831          |
| Joseph Cassanyes fils | 1831-1848          |
| Julien Canal fils     | 03.1848-06.1848    |
| Pierre Roger          | 06.1848-09.1848    |
| Joseph Cassanyes      | 09.1848-08.1851    |
| Julien Canal          | 08.1851-12.1851    |
| Julien Canal          | 1851-1865          |
| Jean Bartissol        | 1865-09.1870       |
| Michel Pages          | 09.1870-12.1870    |
| Joseph Berga          | 1870-1874          |
| Côme Roger            | 1874-1881          |
| Jean Lafon            | 1881-1890          |
| Jacques Xamma         | 1891-1892          |
| Henri Castany         | 1892-1904          |
| Basile Darbon         | 1904-05.1912       |
| Isidore Boutet        | 05.1912-1918       |
| François Alies        | 1918-1919          |
| Joseph Lafon          | 1920-1925          |
| Jacques Xamma         | 1925-1930          |
| Joseph Lafon          | 1929-1930          |
| Gabriel Henric        | 1930-1941          |
| Désiré Riu            | 1941-1943          |
| Pierre Fourcade       | 1943-1944          |
| Gabriel Henric        | 1944-1947          |
| Joseph Pagès          | 1947-1950          |
| François Moudat       | 1950–1965          |
| Christian Brignieu    | 1965–1966          |
| François Moudat       | 1966–1971          |
| Jacques Coupet        | 1971–1989          |
| Arlette Franco        | 1989–2010          |
| Bernard Dupont        | 2010-              |

## Cidade gémea
- Maynooth, Irlanda (2011)[5]